# Skalbmierz (stacja kolejowa)
Skalbmierz – nieczynna stacja kolei wąskotorowej (Świętokrzyska Kolej Dojazdowa) w Skalbmierzu, w województwie świętokrzyskim, w Polsce.